# Stephan Berg
Stephan Berg (* 1959 in Freiburg im Breisgau) ist ein deutscher Kurator und Museumsdirektor.

## Leben
Berg wuchs in Paris und London auf. Er studierte Germanistik, Anglistik und Geschichte in Tübingen, Berlin, Rom und Freiburg. Er wurde 1989 mit einer Dissertation über phantastische Literatur promoviert. Seit Mitte der 1980er Jahre schreibt Berg als freier Publizist im Bereich der Bildende Kunst u. a. für die Frankfurter Allgemeine Zeitung, Kunstforum international, Kunstbulletin und artist. Stephan Berg lehrt seit 2004 als Honorarprofessor an der Hochschule für Bildende Künste Braunschweig und hatte zwischen 1995 und 2002 Lehraufträge für Kunsttheorie und Kunstgeschichte in Stuttgart, Freiburg und Hannover. Er hat zahlreiche Aufsätze und Kataloge zur Kunst der Gegenwart veröffentlicht. Berg ist in verschiedenen Vorständen und Kommissionen tätig, unter anderem war er 2012–2016 Mitglied der Kunst-Ankaufskommission des Bundes. Bis 2010 nahm er als Diskutant an der 3sat-Fernsehserie Bilderstreit teil.

## Kuratorische Arbeit
Als Leiter des Kunstvereins Freiburg von 1990 bis 2000 organisierte er monografische Ausstellungen unter anderen von Tracey Moffat, Beat Zoderer, Simone Mangos (1999), Thomas Demand, Matthew McCaslin, Jochen Lempert (1998), Pia Fries, Fritz Balthaus, Richard Wentworth (1997), Christopher Muller, Guillaume Bijl, Alexander Roob (1996), Tim Head, Axel Lieber, Erwin Wurm (1995), Daniel Buren und Urs Lüthi (1994), Corot in Deutschland. Innerhalb der Ausstellung Michael Biberstein – Stirnwände. In Zusammenarbeit mit dem Museum für Moderne Kunst München (1995).
Von 2001 bis 2008 war Berg, als Nachfolger von Eckhard Schneider, Direktor des Kunstvereins Hannover. Als erste Ausstellung zeigte er Close up, die sich mit Bildpraktiken aus den Bereichen des Films, des Designs und der Werbung beschäftigte und die noch in Zusammenarbeit mit dem Freiburger Kunstverein entstand war. In der Folge zeigte er, zum Teil in Erstpräsentationen: Stephan Huber, Dan Peterman (2001), David Reed, Kara Walker, David Claerbout, Peter Pommerer (2002), Luc Tuymans, Mark Dion, Franziska und Lois Weinberger (2003), Leni Hoffmann, Mathilde ter Heijne, Peter Kogler (2004), Georg Herold, Gregory Crewdson, Antje Schiffers (2005), Jörg Sasse, Corinne Wasmuht und Marcel van Eeden (2006). Er organisierte Begleitprogramme wie Talking Labels, Außenblick, Blind Dat und Mise en scene (Innenansichten aus dem Kunstbetrieb).
Thematische Ausstellungen behandelten die Beziehung zwischen Architektur, Skulptur und Modell (Archisculptures, 2001), die Theatralisierung und Bühnenhaftigkeit in der zeitgenössischen Kunst On Stage (2002). Weitere Themen waren: Die Sehnsucht des Kartographen (2003/2004), Tauchfahrten – Zeichnung als Reportage (2004), Nightsites – Zur Struktur des Unheimlichen in der Gegenwartskunst (2005). Die regionalen Kunstszene präsentierte er alle zwei Jahre durch Herbstausstellungen und vermittelte zweijährige Nachwuchsstipendien für je zwei niedersächsische Künstler unter 35 Jahre. Zusammen mit Veit Goerner (Direktor Kestnergesellschaft Hannover) und Ulrich Krempel (Direktor Sprengel Museum Hannover) erarbeitete er 2007 die international beachtete Ausstellung Made in Germany.
Seit April 2008 ist Berg, als Nachfolger von Dieter Ronte, Intendant des Kunstmuseums Bonn (Vertrag bis 31. März 2016). Sein Vertrag wurde im April 2019 bis 2025 verlängert.
Unter anderem realisierte er bislang am Kunstmuseum Bonn Ausstellungen mit Arbeiten des bulgarischen Künstlers Nedko Solakov, Julian Rosefeldt, Franz Ackermann, Erwin Wurm Albert Oehlen (Terpentin 2012), Thomas Huber (2016), Thomas Scheibitz (2018) und Walter Swennen (2021).